# Llista de Béns Culturals d'Interès Nacional de la Selva
Llista de Béns Culturals d'Interès Nacional de la Selva inscrits en el Registre de Béns Culturals d'Interès Nacional (BCIN) del Departament de Cultura de la Generalitat de Catalunya per a la comarca de la Selva. Inclou els béns immobles més rellevants del patrimoni cultural que tenen la categoria de protecció de major rang com a unitat singular, conjunt, espai o zona amb valors culturals, històrics o tècnics.
L'any 2018, la Selva comptava amb 51 béns culturals d'interès nacional classificats en 45 monuments històrics, 3 conjunts històrics, 1 zona arqueològica, 1 zona paleontològica i 1 d'altres. A continuació es mostren les últimes dades disponibles ordenades per municipis.

## Patrimoni arquitectònic
| Monument                                                                                 | Protecció       | Estil/època                                          | Localització                                                                                      | Coordenades                                          | Codi?         | Imatge |
| ---------------------------------------------------------------------------------------- | --------------- | ---------------------------------------------------- | ------------------------------------------------------------------------------------------------- | ---------------------------------------------------- | ------------- | --- |
| Torre de Roca-salva, o Torre de Sant Climent                                             | BCIN 468-MH     | Obra popular XIII                                    | Amer Mas de Roca-salva                                                                            | 42° 00′ 37″ N, 2° 37′ 54″ E / 42.010156°N,2.631566°E | RI-51-0005790 | Carregueu una nova foto d'aquest monument                                                                                                 |
| Castell d'Estela                                                                         | BCIN 762-MH     | Romànic XI-XV                                        | Amer                                                                                              | 41° 59′ 34″ N, 2° 35′ 32″ E / 41.992649°N,2.592236°E | RI-51-0005789 | Carregueu una nova foto d'aquest monument                                                                                                 |
| Vila Vella d'Amer                                                                        | BCIN 4202-CH-EN | Obra popular Medieval                                | Amer Vila Vella                                                                                   | 42° 00′ 35″ N, 2° 36′ 08″ E / 42.00971°N,2.60233°E   | IPA-297       | Vila Vella d'Amer · Vegeu més fotos d'aquest monument · Carregueu una nova foto d'aquest monument                                         |
| Vila Vella d'Anglès                                                                      | BCIN 270-CH-EN  | Gòtic, renaixement, modernisme, obra popular XVI-XXI | Anglès Barri Bell                                                                                 | 41° 57′ 25″ N, 2° 38′ 24″ E / 41.957°N,2.64005°E     | IPA-296       | Vila Vella d'Anglès · Vegeu més fotos d'aquest monument · Carregueu una nova foto d'aquest monument                                       |
| Castell d'Anglès                                                                         | BCIN 1266-MH    | XII, XIII, XV                                        | Anglès Pl. de la Vila - c. del Molí - c. del Castell                                              | 41° 57′ 26″ N, 2° 38′ 22″ E / 41.95735°N,2.63948°E   | RI-51-0005791 | Castell d'Anglès · Vegeu més fotos d'aquest monument · Carregueu una nova foto d'aquest monument                                          |
| Fàbrica Burés, o Indústries Burés                                                        | BCIN 4145-MH-EN | Obra popular XIX Final, XX                           | Anglès C. de la Fàbrica                                                                           | 41° 57′ 36″ N, 2° 38′ 03″ E / 41.959959°N,2.634255°E | IPA-26632     | Fàbrica Burés (Anglès) · Vegeu més fotos d'aquest monument · Carregueu una nova foto d'aquest monument                                    |
| Castell de Montsoriu                                                                     | BCIN 475-MH     | Romànic, gòtic X-XIV, XX                             | Arbúcies i Sant Feliu de Buixalleu Turó de Montsoriu, veïnat de la Geneta                         | 41° 47′ 00″ N, 2° 32′ 26″ E / 41.783309°N,2.540604°E | RI-51-0005792 | Castell de Montsoriu (Arbúcies i Sant Feliu de Buixelleu) · Vegeu més fotos d'aquest monument · Carregueu una nova foto d'aquest monument |
| Torre de Vilarmau                                                                        | BCIN 1766-MH    | Romànic XIX, XII-XIII                                | Arbúcies Cerdans                                                                                  | 41° 50′ 03″ N, 2° 25′ 29″ E / 41.834280°N,2.424780°E | RI-51-0006177 | Torre de Vilarmau (Arbúcies) · Vegeu més fotos d'aquest monument · Carregueu una nova foto d'aquest monument                              |
| Castell de Sant Joan                                                                     | BCIN 551-MH     | Romànic XII                                          | Blanes Turó de Sant Joan                                                                          | 41° 40′ 44″ N, 2° 47′ 54″ E / 41.679011°N,2.798299°E | RI-51-0005812 | Castell de Sant Joan (Blanes) · Vegeu més fotos d'aquest monument · Carregueu una nova foto d'aquest monument                             |
| Castell palau dels Vescomtes de Cabrera                                                  | BCIN 552-MH     | Gòtic XIV-XVII, XX                                   | Blanes Pl. de l'Església                                                                          | 41° 40′ 33″ N, 2° 47′ 34″ E / 41.675876°N,2.792890°E | RI-51-0005813 | Castell palau dels Vescomtes de Cabrera (Blanes) · Vegeu més fotos d'aquest monument · Carregueu una nova foto d'aquest monument          |
| Ermita i torre de Santa Bàrbara                                                          | BCIN 553-MH     | Obra popular XVI, XVIII, XX                          | Blanes Pg. de Santa Bàrbara, Turó de Santa Bàrbara                                                | 41° 40′ 56″ N, 2° 48′ 03″ E / 41.682087°N,2.800896°E | RI-51-0005814 | Ermita i torre de Santa Bàrbara (Blanes) · Vegeu més fotos d'aquest monument · Carregueu una nova foto d'aquest monument                  |
| Jardí Mar i Murtra                                                                       | BCIN 1936-JH    | Noucentisme XX                                       | Blanes Pg. Carles Faust                                                                           | 41° 40′ 36″ N, 2° 48′ 07″ E / 41.676667°N,2.801944°E | RI-52-0000047 | Jardí Mar i Murtra (Blanes) · Vegeu més fotos d'aquest monument · Carregueu una nova foto d'aquest monument                               |
| Font gòtica                                                                              | BCIN 4282-MH-EN | Gòtic XV                                             | Blanes C. Ample                                                                                   | 41° 40′ 30″ N, 2° 47′ 30″ E / 41.674936°N,2.791692°E | IPA-26676     | Font gòtica (Blanes) · Vegeu més fotos d'aquest monument · Carregueu una nova foto d'aquest monument                                      |
| Nucli antic de Breda                                                                     | BCIN 93-CH      | Romànic XI                                           | Breda                                                                                             | 41° 44′ 55″ N, 2° 33′ 38″ E / 41.7485°N,2.5606°E     | RI-53-0000179 | Nucli antic de Breda · Vegeu més fotos d'aquest monument · Carregueu una nova foto d'aquest monument                                      |
| Castell de Brunyola                                                                      | BCIN 559-MH     | Gòtic X, XV, XX Final                                | Brunyola i Sant Martí Sapresa Pl. de Brunyola                                                     | 41° 54′ 17″ N, 2° 41′ 04″ E / 41.904747°N,2.684474°E | RI-51-0005820 | Castell de Brunyola (Brunyola i Sant Martí Sapresa) · Vegeu més fotos d'aquest monument · Carregueu una nova foto d'aquest monument       |
| Banys Romans                                                                             | BCIN 85-MH      | Romà                                                 | Caldes de Malavella C. Termes Romanes - c. Pla i Deniel                                           | 41° 50′ 17″ N, 2° 48′ 30″ E / 41.83818°N,2.80841°E   | RI-51-0000557 | Banys Romans (Caldes de Malavella) · Vegeu més fotos d'aquest monument · Carregueu una nova foto d'aquest monument                        |
| Castell de Caldes                                                                        | BCIN 576-MH     | XII                                                  | Caldes de Malavella C. Sant Grau                                                                  | 41° 50′ 19″ N, 2° 48′ 30″ E / 41.838548°N,2.808341°E | RI-51-0005824 | Castell de Caldes (Caldes de Malavella) · Vegeu més fotos d'aquest monument · Carregueu una nova foto d'aquest monument                   |
| Castell de Malavella                                                                     | BCIN 577-MH     | Obra popular XII, XIV                                | Caldes de Malavella A 3 km al sud de Caldes en direcció a Malavella Parc i Ermita de Sant Maurici | 41° 49′ 00″ N, 2° 48′ 00″ E / 41.816799°N,2.799904°E | RI-51-0005825 | Castell de Malavella (Caldes de Malavella) · Vegeu més fotos d'aquest monument · Carregueu una nova foto d'aquest monument                |
| Muralla medieval                                                                         | BCIN 4060-MH-ZA | Medieval                                             | Caldes de Malavella Ctra. de Llagostera - c. Vall-llobera                                         | 41° 50′ 21″ N, 2° 48′ 31″ E / 41.839086°N,2.808739°E | RI-51-0005826 | Muralla medieval (Caldes de Malavella) · Vegeu més fotos d'aquest monument · Carregueu una nova foto d'aquest monument                    |
| Torre d'en Gelmar                                                                        | BCIN 4130-MH    | Medieval                                             | Fogars de la Selva                                                                                | 41° 44′ 02″ N, 2° 41′ 37″ E / 41.733837°N,2.693541°E | IPA-33425     | Carregueu una nova foto d'aquest monument                                                                                                 |
| Muralla i Castell d'Hostalric                                                            | BCIN 138-MH     | Obra popular XIII, XX, XVIII                         | Hostalric Nucli històric d'Hostalric                                                              | 41° 44′ 38″ N, 2° 38′ 01″ E / 41.744009°N,2.633729°E | RI-51-0001452 | Muralla i castell (Hostalric) · Vegeu més fotos d'aquest monument · Carregueu una nova foto d'aquest monument                             |
| Castell de Sant Joan de Lloret de Mar                                                    | BCIN 1002-MH    | Romànic XI, XV, XVI, XVIII, XIX, XX, XXI             | Lloret de Mar Camí del Castell de Sant Joan                                                       | 41° 41′ 38″ N, 2° 50′ 21″ E / 41.693838°N,2.839267°E | RI-51-0005943 | Castell de Sant Joan de Lloret (Lloret de Mar) · Vegeu més fotos d'aquest monument · Carregueu una nova foto d'aquest monument            |
| Can Grassot, Torre contra la pirateria, o Can Sensio, Torre de defensa                   | BCIN 1836-MH    | Eclecticisme XV, XVI, XX Mitjan                      | Lloret de Mar C. Josep Maria Coll i Rodes, 2-4                                                    | 41° 41′ 56″ N, 2° 50′ 45″ E / 41.698846°N,2.845696°E | RI-51-0005944 | Can Grassot (Lloret de Mar) · Vegeu més fotos d'aquest monument · Carregueu una nova foto d'aquest monument                               |
| Jardins de Santa Clotilde, o Casa Roviralta                                              | BCIN 1937-JH    | Noucentisme XX Inici                                 | Lloret de Mar                                                                                     | 41° 41′ 28″ N, 2° 49′ 34″ E / 41.69106°N,2.82618°E   | RI-52-0000048 | Jardins de Santa Clotilde (Lloret de Mar) · Vegeu més fotos d'aquest monument · Carregueu una nova foto d'aquest monument                 |
| Castell de Torcafaló                                                                     | BCIN 1006-MH    | Obra popular XII, XVI, XIX, XX                       | Maçanet de la Selva Turó de Sant Jordi, veïnat de Soliva                                          | 41° 46′ 13″ N, 2° 43′ 16″ E / 41.770298°N,2.721132°E | RI-51-0005950 | Castell de Torcafaló (Maçanet de la Selva) · Vegeu més fotos d'aquest monument · Carregueu una nova foto d'aquest monument                |
| Torre de Cartellà                                                                        | BCIN 1007-MH    | Renaixement XVI, XX                                  | Maçanet de la Selva Veïnat de Miquel Ferrer                                                       | 41° 46′ 09″ N, 2° 45′ 29″ E / 41.769048°N,2.757977°E | RI-51-0005951 | Torre de Cartellà (Maçanet de la Selva) · Vegeu més fotos d'aquest monument · Carregueu una nova foto d'aquest monument                   |
| Torre Marata                                                                             | BCIN 1008-MH    | Gòtic, obra popular XIII, XVI, XX                    | Maçanet de la Selva Veïnat de Marata                                                              | 41° 47′ 02″ N, 2° 43′ 07″ E / 41.783973°N,2.718570°E | RI-51-0005952 | Torre Marata (Maçanet de la Selva) · Vegeu més fotos d'aquest monument · Carregueu una nova foto d'aquest monument                        |
| Torre de Recs, o Torre d'Osor, Torre de la Presó, Torre de Medinacelli                   | BCIN 1156-MH    | Obra popular, gòtic XV-XX                            | Osor Pl. del Verger                                                                               | 41° 56′ 42″ N, 2° 33′ 23″ E / 41.945099°N,2.556449°E | RI-51-0005973 | Torre de Recs (Osor) · Vegeu més fotos d'aquest monument · Carregueu una nova foto d'aquest monument                                      |
| Torre de Sant Joan                                                                       | BCIN 1157-MH    | Romànic XII, XIII                                    | Osor                                                                                              | 41° 56′ 33″ N, 2° 34′ 14″ E / 41.942484°N,2.570420°E | RI-51-0005974 | Torre de Sant Joan (Osor) · Vegeu més fotos d'aquest monument · Carregueu una nova foto d'aquest monument                                 |
| Torre d'en Pega, o Castell de Riells                                                     | BCIN 1363-MH    | Romànic XI-XIII                                      | Riells i Viabrea Can Pega                                                                         | 41° 45′ 50″ N, 2° 32′ 14″ E / 41.763814°N,2.537191°E | IPA-1535      | Carregueu una nova foto d'aquest monument                                                                                                 |
| Castell i santuari de la Mare de Déu d'Argimon                                           | BCIN 1370-MH    | Romànic, neoclassicisme XI, XVIII, XX                | Riudarenes Sant Pere Cercada                                                                      | 41° 49′ 50″ N, 2° 38′ 09″ E / 41.830585°N,2.635885°E | RI-51-0006052 | Castell d'Argimon (Riudarenes) · Vegeu més fotos d'aquest monument · Carregueu una nova foto d'aquest monument                            |
| Torre de l'Esparra, o Força de la Roqueta, Torre dels Mussols, Torre de les Bruixes      | BCIN 1371-MH    | Romànic XIII                                         | Riudarenes L'Esparra                                                                              | 41° 49′ 42″ N, 2° 39′ 37″ E / 41.828214°N,2.660201°E | RI-51-0006053 | Torre de l'Esparra (Riudarenes) · Vegeu més fotos d'aquest monument · Carregueu una nova foto d'aquest monument                           |
| Torre Ponça                                                                              | BCIN 1375-MH    | Obra popular XVI                                     | Riudellots de la Selva Veïnat de Torreponça                                                       | 41° 52′ 44″ N, 2° 48′ 07″ E / 41.878890°N,2.801817°E | RI-51-0006054 | Torre Ponça (Riudellots de la Selva) · Vegeu més fotos d'aquest monument · Carregueu una nova foto d'aquest monument                      |
| Torre de la Mora                                                                         | BCIN 1453-MH    | Obra popular VII-X                                   | Sant Feliu de Buixalleu Gaserans                                                                  | 41° 45′ 52″ N, 2° 34′ 39″ E / 41.764337°N,2.577491°E | RI-51-0006067 | Torre de la Mora (Sant Feliu de Buixalleu) · Vegeu més fotos d'aquest monument · Carregueu una nova foto d'aquest monument                |
| La Torre de Grions                                                                       | BCIN 1454-MH    | Obra popular XIII                                    | Sant Feliu de Buixalleu Grions, al costat de l'església                                           | 41° 45′ 40″ N, 2° 36′ 35″ E / 41.760996°N,2.609749°E | RI-51-0006068 | La Torre de Grions (Sant Feliu de Buixalleu) · Vegeu més fotos d'aquest monument · Carregueu una nova foto d'aquest monument              |
| Castell de Solterra                                                                      | BCIN 1468-MH    | Romànic XI, XIII, XVII                               | Sant Hilari Sacalm Pista St. Hilari - Sta.Coloma, trencall esquerra                               | 41° 55′ 23″ N, 2° 31′ 59″ E / 41.923163°N,2.532969°E | RI-51-0006076 | Castell de Solterra (Sant Hilari Sacalm) · Vegeu més fotos d'aquest monument · Carregueu una nova foto d'aquest monument                  |
| Casal-castell de la Rovira, o Domus de la Rovira, Castell de Mascarbó                    | BCIN 1469-MH    | Romànic XIII                                         | Sant Hilari Sacalm Ctra. St. Hilari - Vic, trencall dreta                                         | 41° 53′ 01″ N, 2° 28′ 39″ E / 41.883633°N,2.477389°E | RI-51-0006077 | Carregueu una nova foto d'aquest monument                                                                                                 |
| Castell de Saleta del Mas, o Casal-Castell dels Marquesos de Montsolís, antic Mas Saleta | BCIN 1470-MH    | Obra popular, gòtic XII, XV, XIX, XX Inici           | Sant Hilari Sacalm Ctra. St. Hilari - Osor, a 1 km del nucli                                      | 41° 53′ 24″ N, 2° 30′ 34″ E / 41.890019°N,2.509501°E | RI-51-0006078 | Castell de Saleta del Mas (Sant Hilari Sacalm) · Vegeu més fotos d'aquest monument · Carregueu una nova foto d'aquest monument            |
| Castell de Villavecchia, o Torre de Villavecchia, Torre de Sant Miquel                   | BCIN 1951-MH    | Eclecticisme XIX Final                               | Sant Hilari Sacalm Pista St. Hilari - Sta. Coloma, trencall esquerra, ctra. Villavecchia          | 41° 54′ 18″ N, 2° 32′ 23″ E / 41.905084°N,2.539826°E | RI-51-0006079 | Castell de Villavecchia (Sant Hilari Sacalm) · Vegeu més fotos d'aquest monument · Carregueu una nova foto d'aquest monument              |
| Castell de Farners                                                                       | BCIN 1396-MH    | Romànic XII-XIII                                     | Santa Coloma de Farners Turó del Vent, Sant Pere Cercada                                          | 41° 51′ 37″ N, 2° 37′ 52″ E / 41.860347°N,2.631211°E | RI-51-0006105 | Castell de Farners (Santa Coloma de Farners) · Vegeu més fotos d'aquest monument · Carregueu una nova foto d'aquest monument              |
| Castell de Fornils, o Castell del Roure, Castell de Sant Pau, Castell de les Gleies      | BCIN 1586-MH    | Romànic XI                                           | Susqueda                                                                                          | 42° 01′ 13″ N, 2° 30′ 54″ E / 42.020186°N,2.514892°E | RI-51-0006119 | Castell de Fornils (Susqueda) · Vegeu més fotos d'aquest monument · Carregueu una nova foto d'aquest monument                             |
| Hospital de Sant Miquel o Casa de Cultura Tomàs Vidal i Rei                              | BCIN 217-MH     | Barroc XVIII Mitjan, XX Final                        | Tossa de Mar Av. del Pelegrí, 8                                                                   | 41° 43′ 12″ N, 2° 55′ 46″ E / 41.720067°N,2.929403°E | RI-51-0005016 | Hospital de Sant Miquel (Tossa de Mar) · Vegeu més fotos d'aquest monument · Carregueu una nova foto d'aquest monument                    |
| Recinte emmurallat i Castell de Tossa o Vila Vella de Tossa                              | BCIN 227-MH     | Obra popular, gòtic XII, XIV, XX Inici               | Tossa de Mar Vila Vella                                                                           | 41° 43′ 01″ N, 2° 55′ 57″ E / 41.716969°N,2.932593°E | RI-51-0000558 | Recinte emmurallat i Castell de Tossa (Tossa de Mar) · Vegeu més fotos d'aquest monument · Carregueu una nova foto d'aquest monument      |
| Mas Salionç                                                                              | BCIN 1690-MH    | XVI, XIX, XX-XXI                                     | Tossa de Mar Cala Salionç                                                                         | 41° 45′ 00″ N, 2° 57′ 30″ E / 41.749940°N,2.958308°E | RI-51-0006139 | Mas Salionç (Tossa de Mar) · Vegeu més fotos d'aquest monument · Carregueu una nova foto d'aquest monument                                |
| Museu Municipal de Tossa de Mar o Casa del Governador, Palau del Batlle                  | BCIN 4178-MH    | Obra popular XV-XX                                   | Tossa de Mar Pl. de Roig Soler                                                                    | 41° 42′ 59″ N, 2° 55′ 58″ E / 41.71625°N,2.93274°E   | RI-51-0001357 | Museu Municipal de Tossa de Mar · Vegeu més fotos d'aquest monument · Carregueu una nova foto d'aquest monument                           |
| Castell de Sant Iscle, o Castell de Vidreres                                             | BCIN 1747-MH    | Romànic XII-XIII, XV                                 | Vidreres                                                                                          | 41° 47′ 06″ N, 2° 48′ 27″ E / 41.785003°N,2.807630°E | RI-51-0006163 | Castell de Sant Iscle (Vidreres) · Vegeu més fotos d'aquest monument · Carregueu una nova foto d'aquest monument                          |
| Torre Llobet                                                                             | BCIN 1748-MH    | XV-XVI, XVIII-XIX                                    | Vidreres                                                                                          | 41° 47′ 14″ N, 2° 48′ 25″ E / 41.787146°N,2.807046°E | RI-51-0006164 | Torre Llobet (Vidreres) · Vegeu més fotos d'aquest monument · Carregueu una nova foto d'aquest monument                                   |
| Castell de Vilobí d'Onyar                                                                | BCIN 1815-MH    | Romànic, renaixement XII-XIII, XV, XVIII-XIX, XX     | Vilobí d'Onyar C. Clau, 5                                                                         | 41° 53′ 21″ N, 2° 44′ 34″ E / 41.889184°N,2.742650°E | RI-51-0006193 | Castell de Vilobí d'Onyar · Vegeu més fotos d'aquest monument · Carregueu una nova foto d'aquest monument                                 |
| Mas Oliver, o Mas Alrà, Ca n'Oliver                                                      | BCIN 1816-MH    | Obra popular, gòtic XIV, XVII, XIX, XX               | Vilobí d'Onyar Veïnat de Santa Margarida                                                          | 41° 52′ 44″ N, 2° 45′ 18″ E / 41.878853°N,2.755068°E | RI-51-0006194 | Mas Oliver (Vilobí d'Onyar) · Vegeu més fotos d'aquest monument · Carregueu una nova foto d'aquest monument                               |
| Can Costa                                                                                | BCIN 1817-MH    | Obra popular XVI, XX                                 | Vilobí d'Onyar Sant Dalmai                                                                        | 41° 55′ 06″ N, 2° 44′ 02″ E / 41.918436°N,2.733802°E | RI-51-0006195 | Can Costa (Vilobí d'Onyar) · Vegeu més fotos d'aquest monument · Carregueu una nova foto d'aquest monument                                |

## Patrimoni paleontològic
| Monument         | Protecció    | Estil/època     | Localització        | Coordenades                                          | Codi?       | Imatge |
| ---------------- | ------------ | --------------- | ------------------- | ---------------------------------------------------- | ----------- | --- |
| Camp dels Ninots | BCIN 4295-ZP | Pliocè a Holocè | Caldes de Malavella | 41° 50′ 07″ N, 2° 47′ 54″ E / 41.835278°N,2.798333°E | IPAPC-13644 | Camp dels Ninots (Caldes de Malavella) · Vegeu més fotos d'aquest monument · Carregueu una nova foto d'aquest monument |